# Parisus erroneus
Parisus erroneus är en tvåvingeart som först beskrevs av Wray Merrill Bowden 1980.  Parisus erroneus ingår i släktet Parisus och familjen svävflugor. Inga underarter finns listade i Catalogue of Life.